# Zbiczno
Zbiczno – wieś w Polsce położona w województwie kujawsko-pomorskim, w powiecie brodnickim, w gminie Zbiczno.

## Podział administracyjny
W latach 1975–1998 miejscowość administracyjnie należała do województwa toruńskiego. Miejscowość jest siedzibą gminy Zbiczno. W pobliżu wsi znajduje się jezioro Zbiczno.

## Demografia
W roku 1885 wieś zamieszkiwało 952 mieszkańców. Aktualnie zamieszkują tu 983 osoby.

## Hala sportowa

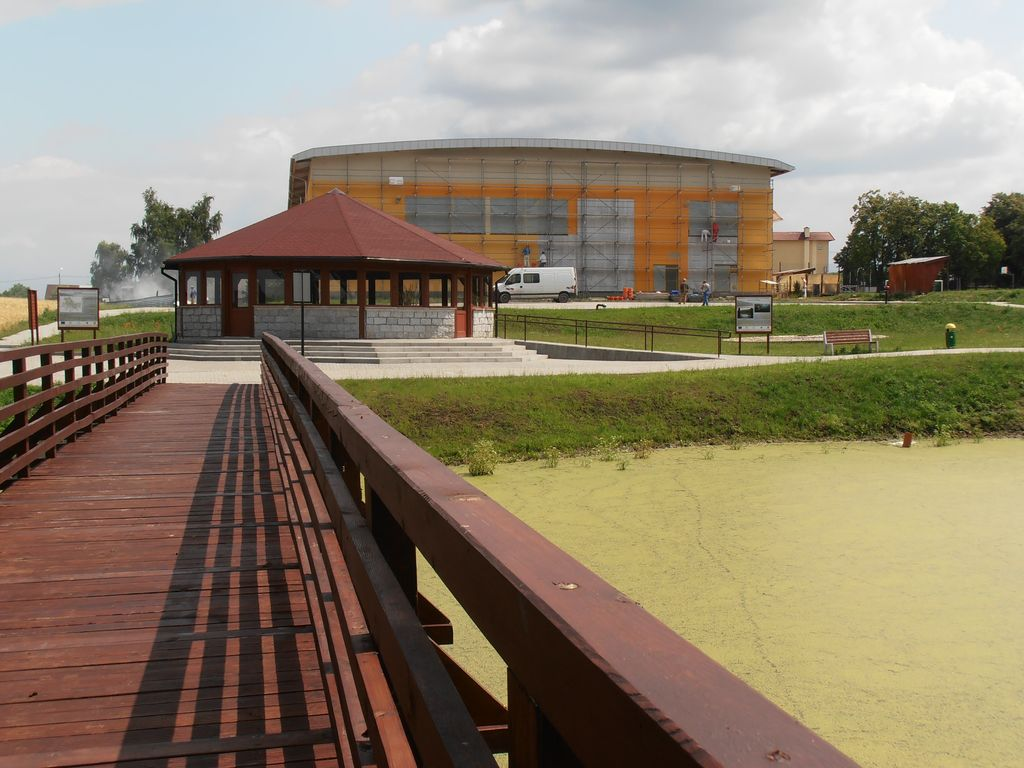
Hala w Zbicznie - VII 2015 r.

W 2012 roku rozpoczęto budowę hali tzw. Małej Księżniczki. Hala sportowo-widowiskowa z zapleczem połączona z widownią na 260 (+ 94 na trybunach wysuwanych) miejsc siedzących. Budynek w części parterowej podzielony jest na dwie części: salę widowiskowo-sportową o wymiarach około 44 m x 25 m, oraz zaplecze socjalno-techniczne o wymiarach około 44 m x 11 m. W sąsiedztwie hali powstaje ścieżka dydaktyczna. Oficjalne otwarcie nastąpiło 23 października 2015 Komisja Weryfikacyjna konkursu BUDOWNICZY POLSKIEGO SPORTU nominowała Gminę Zbiczno oraz Wójta Gminy Zbiczno do wyróżnienia INWESTOR NA MEDAL 2015 w uznaniu zaangażowania gminy w rozwój infrastruktury sportowej i rekreacyjnej oraz za działalność na rzecz dzieci, młodzieży i społeczności lokalnej, ze szczególnym uwzględnieniem budowy hali sportowej w Zbicznie.
Aktualnie w Hali odbywa się wiele imprez okolicznościowych, turniejów piłkarskich i tenisowych. Swoją bazę treningową mają tu zawodnicy klubu piłkarskiego ŻAK Zbiczno powstałego w 2018 roku.

## Słoneczny Skwer

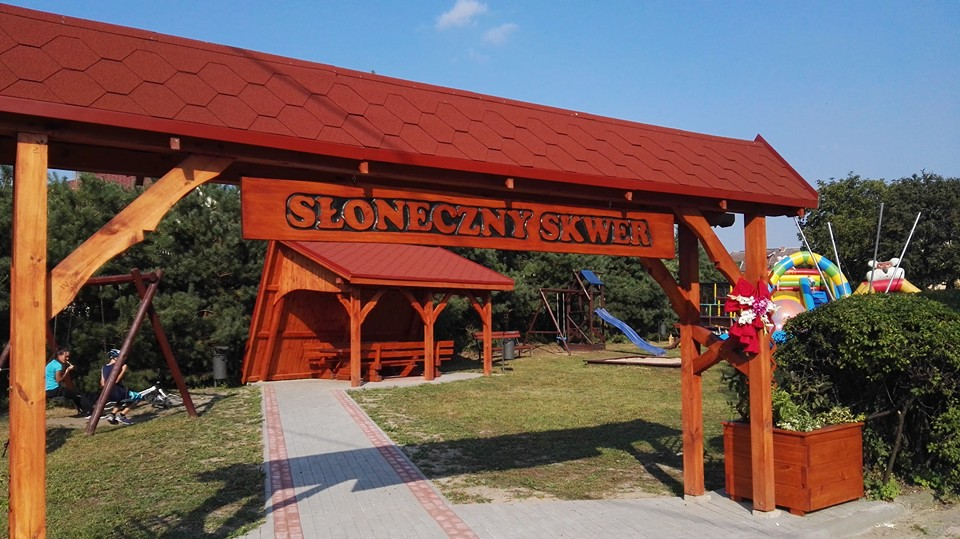
Słoneczny Skwer

Z inicjatywy Rady Sołeckiej sołectwa Zbiczno wiosną 2016 roku rozpoczęto prace przy budowie Słonecznego Skweru. Plac pod skwer został nieodpłatnie udostępniony przez właściciela terenu - Kółko Rolnicze w Zbicznie, który na podstawie porozumienia stron będzie we władaniu Gminy Zbiczno - pod warunkiem wykorzystania miejsca na cele społecznie użyteczne. Zgodnie z wolą Zebrania Wiejskiego w Zbicznie, ze środków funduszu sołeckiego Sołectwa Zbiczno na rok 2016, na utworzenie skweru została przekazana kwota w wysokości 26.845,58 zł, co stanowi ok. 92% środków z funduszu Sołectwa Zbiczno. Z założenia, skwer ma być bezpiecznym miejscem ogólnego dostępu, swoistą wizytówką naszego sołectwa, jak również - ze względu na lokalizację - pierwszym wizerunkiem Gminy Zbiczno. Dnia 10 września 2016r. Słoneczny Skwer został oficjalnie oddany do użytku w trakcie tzw. Biesiady Sołeckiej.

## Ciekawostka

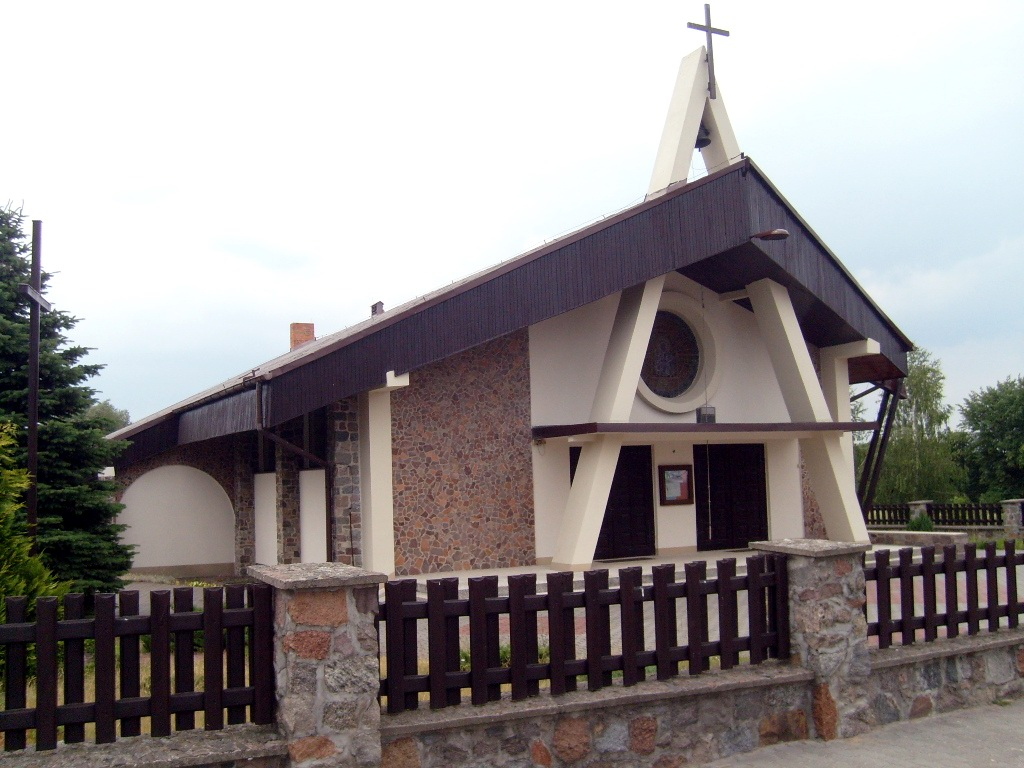
Kościół pw. Matki Boskiej Królowej Polski

Od 1929 istniała tu ferma lisów i jedna z pierwszych ferm norek w Polsce. Zarządzał nią nadleśniczy Feliks Soboczyński.